# Гарнізон в Сьор-Варангер
Гарнізон в Сьор-Варангер (норв. Garnisonen i Sør-Varanger, GSV) — військовий гарнізон Збройних сил Норвегії, який розташований в Геібуктмон, муніципалітет Сер-Варангер, Фінмарк, поруч з аеропортом Кіркенес. Гарнізон організований як батальйон і його головною задачею є охорона кордону Норвегії з Росією довжиною в 196 км. Він складається з тренувальної роти (UTDKP), роти підтримки (GAKP),  ярфйордської роти (JAR) та пасвікської роти (PAS). Оскільки Норвегія є учасником Шенгенської угоди, гарнізон у Сер-Варангер є частиною Європейського агентства з охорони кордонів і берегів.

## Служба в гарнізоні
Гарнізон у Сер-Варангер складається переважно з призовників. Більшістю військовослужбовців є чоловіки, але кількість жінок у гарнізоні поступово зростає. У гарнізон поступають приблизно по 400 нових призовників кожні пів року.
Перші шість тижнів займає базова військова підготовка, обов'язкова для всього військового персоналу Норвегії. Після цієї підготовки частину солдат відправляють у тренувальну роту чи роти підтримки, інші продовжують підготовку, після якої стають охоронцями кордону. Через шість місяців, після базової, додаткової та професійної підготовок, солдат відправляють на шість прикордонних постів.
Служба прикордонником вимагає фізичної та психічної витривалості, дисципліни та здатності мислити, вирішувати іпроявляти ініціативу. Служба вимагає щоб кожен солдат або підрозділ могли виконувати свої обов'язки автономно. Солдатів, які проходять службу на кордоні, тренують як розвідувальних рейнджерів.
Для охорони кордону солдат розділяють на патрулі по чотири людини. Зазвичай патруль складається з командира, зв'язкового, медичного спеціаліста та розвідника. Головною задачею солдатів є виконання обов'язків прикордонників на кордоні з Росією, охороняючи не тільки кордон Норвегії, але й зовнішній кордон Шенгенської зони. Під час війни їхнім обов'язком є спостереження за ворогом і його переміщеннями та збирання розвідувальної інформації.
Окрім цього в гарнізоні є окремий підрозділ з приблизно 10-12 солдатів зв'язку. Вони належать до Військ зв'язку армії Норвегії та перед службою в гарнізоні проходять підготовку в місті Йордстамон біля Ліллегаммера. Ці солдати працюють у Головному офісі зв'язку і оперативній кімнаті гарнізону та забезпечують належну якість і шифрування зв'язку.

## Прикордонні станції
Гарнізон у Сер-Варангер має дві прикордонні станції: Ярфйорд і Пасвік. Окрім того, деякі солдати служать на пропускному пункті Стурскуг, який є єдиним місцем для законного перетину російсько-норвезьккого кордону. На пропускному пункті також працюють службовці Поліцейського округу Фіннмарк Поліцейської служби Норвегії, Норвезької прикордонної комісії, Норвезької митної служби. Кожна з цих організацій виконує свою роль. Поліцейська служба Норвегії відповідає за розслідування, звинувачення в судах, виконання необхідних процедур із нелегальними іммігрантами, біженцями та порушниками кордону. Норвезька прикордонна комісія є дипломатичним органом, який відповідає за створення правил і політик та за налагодження співпраці з російськими колегами. Гарнізон відповідальний за військову охорону кордону. Солдати гарнізону мають повноваження поліцейських і гарнізон є одним з небагатьох мілітаризованих правоохоронних агенств у Норвегії.

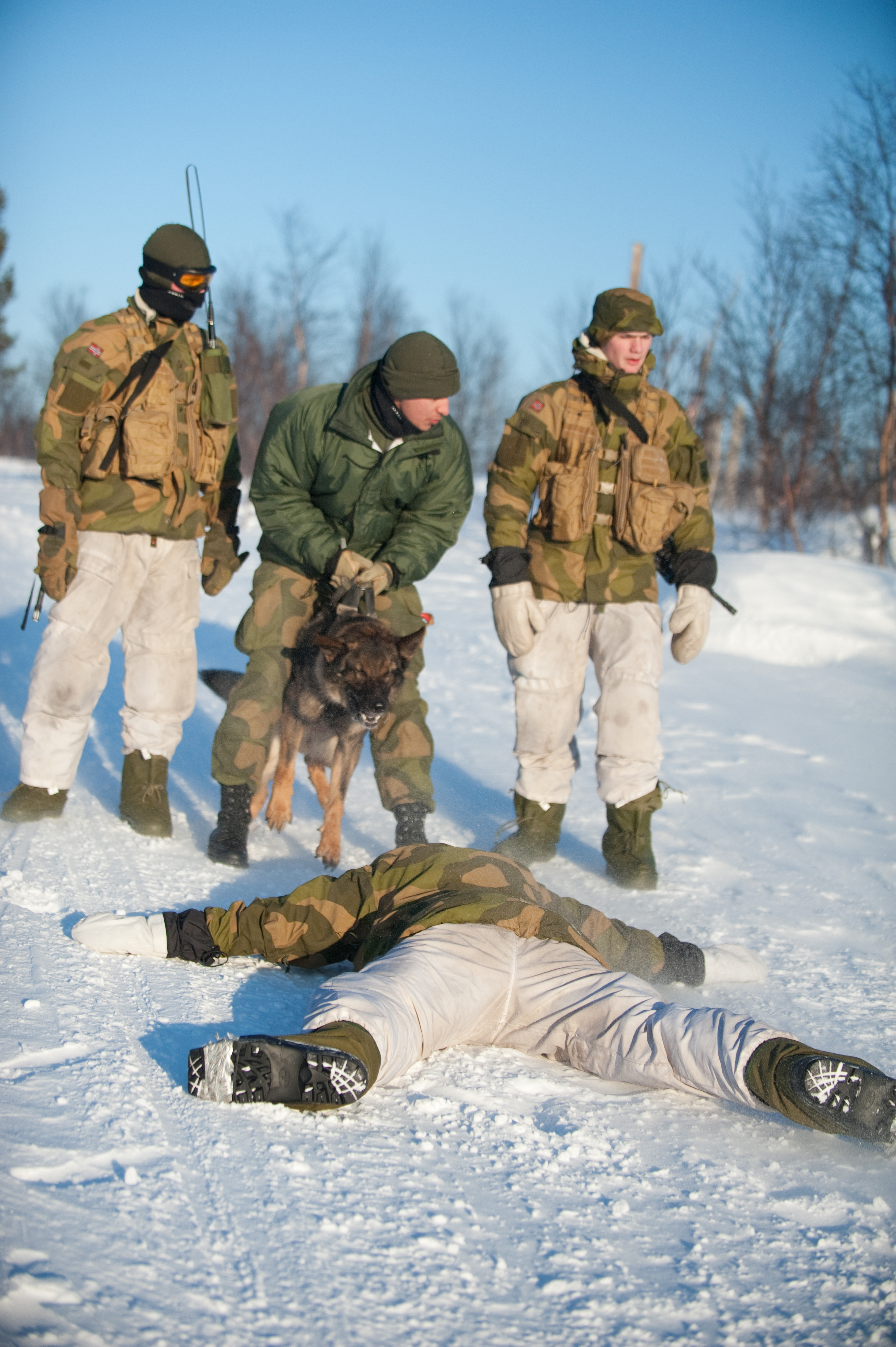
Солдати гарнізону відпрацьовують арешт
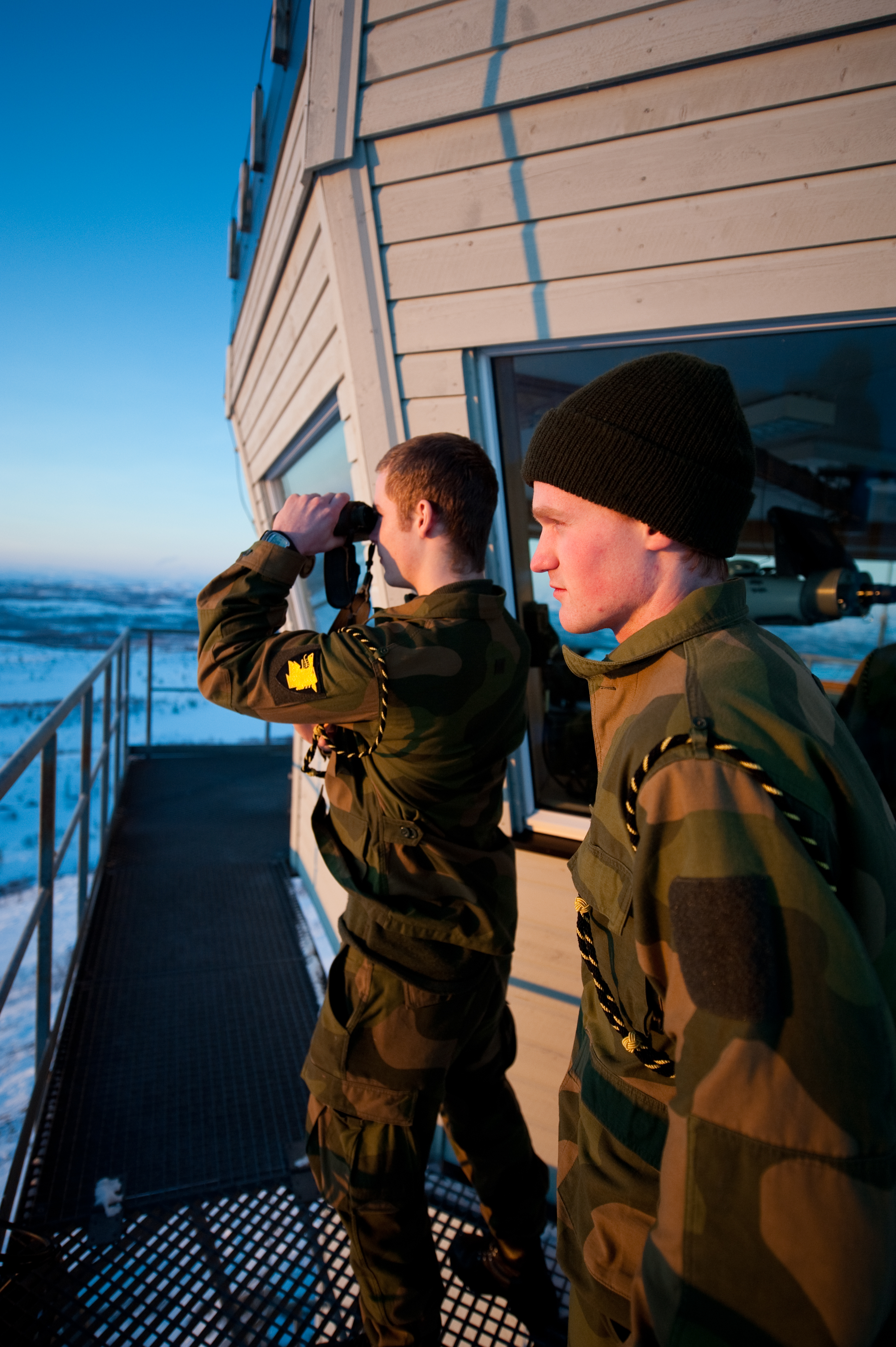
Солдати на сторожовій вежі
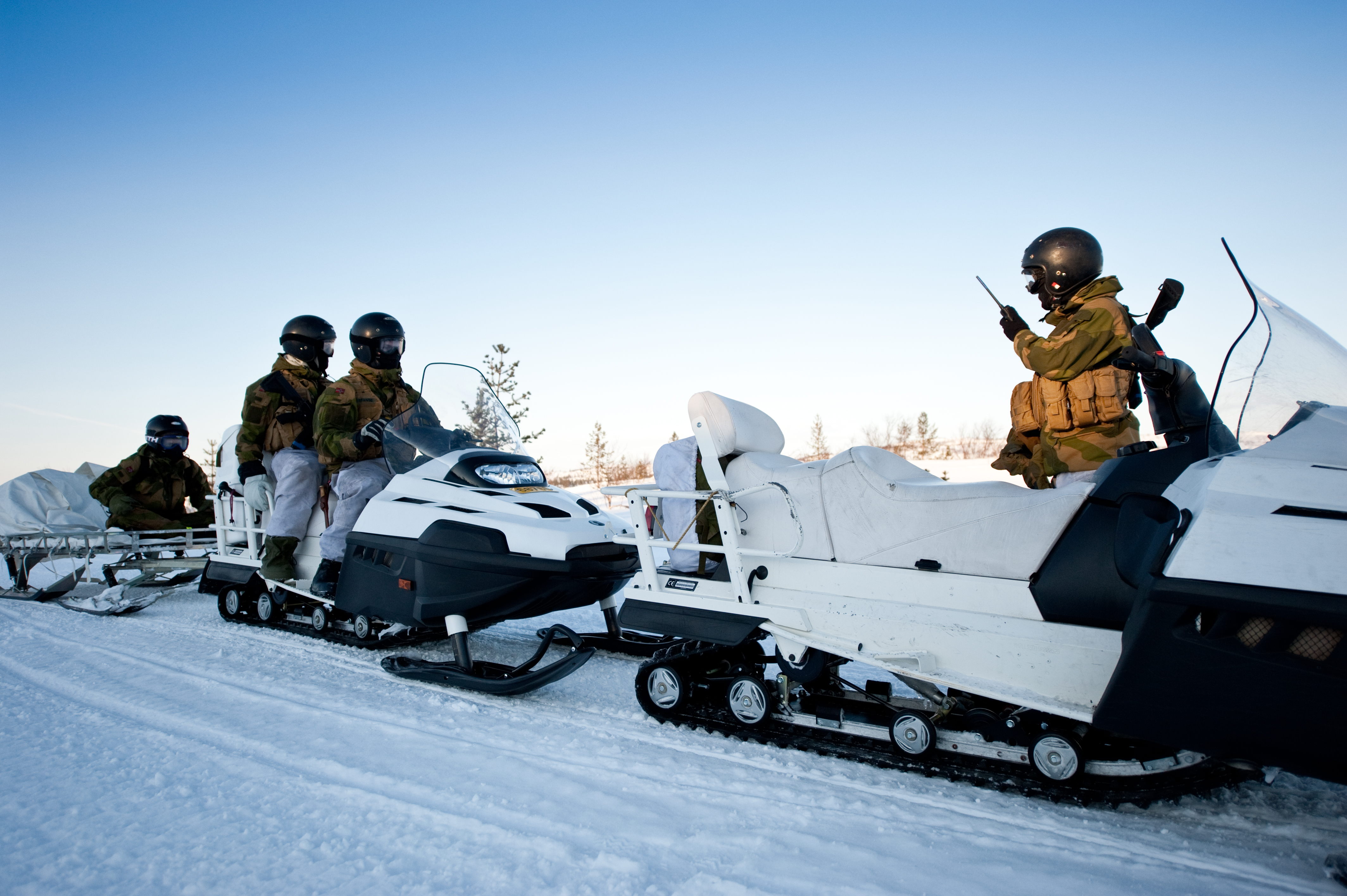
Солдати гарнізону на скутерах